# 田中誠二 (法学者)
田中 誠二（たなか せいじ、1897年5月30日 - 1994年12月23日）は、日本の法学者。専門は商法。学位は、法学博士（東京帝国大学・論文博士・1939年）。一橋大学名誉教授。初代一橋大学法学部学部長を歴任。1981年12月12日より日本学士院会員。授勲勲二等瑞宝章。
指導学生等に堀口亘（一橋大学名誉教授）、好美清光（一橋大学名誉教授）、吉永榮助（一橋大学名誉教授）、加美和照（中央大学名誉教授）などがいる。

## 来歴
- 東京出身[1]。
- 1915年 - 東京高等師範学校附属中学校（現・筑波大学附属中学校・高等学校）卒業
- 1918年 - 第一高等学校卒業
- 1921年 - 東京帝国大学法学部卒業後、同大学法学部研究室（指導教授：松波仁一郎及び岡野敬次郎）にて商法学を専攻
- 1924年 - 東京商科大学 (旧制)助教授
- 1928年 - フランス留学 その後ドイツとアメリカが追加
- 1930年 - 帰国
- 1933年 - 東京商科大学教授
- 1939年 - 東京帝国大学より法学博士の学位が授与
- 1949年 - 初代一橋大学法学社会学部長
- 1951年 - 初代一橋大学法学部長（~1955年）
- 1961年 - 一橋大学停年退官。一橋大学名誉教授、一橋大学非常勤講師、青山学院大学法学部教授（1973年3月末まで）
- 1970年 - 授勲勲二等瑞宝章
- 1973年 - 亜細亜大学法学部教授

## 叙位・叙勲
- 1970年 - 授勲勲二等瑞宝章

## ゼミ生
田中ゼミ出身者に堀口亘（一橋大学名誉教授）、好美清光（一橋大学名誉教授）、並木俊守（元日本大学教授、人気弁護士）、加美和照（中央大学名誉教授）、原茂太一（元青山学院大学教授）、佐藤節子（元青山学院大学教授）、柿沼幸一郎（元公正取引委員会委員）、岡村勲（元日本弁護士連合会副会長）、倉島研二（元法務省法務総合研究所教官）など。また吉永榮助（一橋大学名誉教授）も助手時代に指導を受けた。

## 研究領域
- 商法のほとんどを網羅し、商法総則・会社法・手形法・小切手法・海商法などが専門、

## 著書
代表的なものとして、
- 『会社法詳論　上下巻』（勁草書房）
- 『会社法』（千倉書房、1949年、新版、1963年、1982年）
- 『法学通論』（千倉書房、1949年、新版、1965年、1979年）
- 『海商法』（千倉書房、1951年、新版、1958年）
- 『商法概説』（千倉書房、1952年、新版、1982年）
- 『商行為法』（千倉書房、1952年、新版、1958年、1998年）
- 『手形法・小切手法』（千倉書房、1955年、新版、1982年）

- 『手形・小切手法詳論　上下巻』（勁草書房、1968年）
- 『商法総則詳論』（勁草書房）
- 『海商法詳論』（勁草書房、1970年）
- （並木俊守）共著『例解商法』（青林書院、1957年）
- （堀口亘）共著『コンメンタール証券取引法』（勁草書房、1985年）
- （久保欣哉）（坂本延夫）（福岡博之）共著『会社法学の新傾向とその評価』（千倉書房、1978年）
- （久保欣哉）共著『新版経済法概説』（千倉書房、1990年）

などがある。